# Garawa jezik
Garawa jezik (gaarwa, garrwa, karawa, leearrawa, garrawa; ISO 639-3: gbc), jedini predstavnik australske jezične porodice garawan, kojim govori oko 110 ljudi (1996 census) iz plemena Karawa ili Garawa na Sjevernom teritoriju (Borroloola) u Australiji i području države Queensland (Doomadgee). 
Sastoje se od nekoliko hordi, među kojima Wulungwara (u Wollongorangu). U upotrebi je i kriolski [rop]. Dijalekt: wanji (wainyi, waanyi; latinica.

## Vanjske poveznice
- Ethnologue (14th)
- Ethnologue (15th)